# Padiglione d'Ihlamur
Il Padiglione d'Ihlamur (in turco Ihlamur Kasrı, "Padiglione dei tigli", dove Kasr, dal latino Castrum attraverso l'arabo, è un sinonimo di Köşk, usato per i padiglioni estivi) è un ex padiglione estivo imperiale ottomano situato a Istanbul, in Turchia. Fu costruito durante il regno del sultano Abdülmecid I (1839-1860). È sotto l'amministrazione della Direzione dei palazzi nazionali turchi.

## Ubicazione
Il padiglione è situato nell'Ihlamur Mesiresi, un grande giardino nella parte europea di Istanbul, che si estende nella valle tra Beşiktaş e Nişantaşı.

## Storia
Due padiglioni chiamati "Padiglione di Merasim" e "Padiglione di Maiyet" furono costruiti qui per Abdülmecid I (1839-1861) da Nigoğos Balyan. Di questi, il Padiglione di Merasim è l'originale Padiglione d'Ihlamur. Il padiglione è rettangolare, costituito da un unico piano su un'alta base, ed è stato costruito in pietra tagliata.
Il Padiglione di Maiyet, situato un po' più lontano dal Padiglione di Merasim, è un edificio più semplice, con due piani e una scala a doppia rampa sulla facciata d'ingresso. Al centro dell'ingresso si trovano una sala e una scala, mentre agli angoli si trovano 4 stanze.
Oggi il Padiglione d'Ihlamur, che è protetto dal rumore e dal caos dei dintorni con alte mura, è costituito da due edifici costruiti in un'area ricreativa nota fin dall'antichità come Ihlamur Mesiresi.
È noto che quest'area ricreativa, composta da tre sezioni, ovvero l'Ihlamur Mahalli con piscina, il Giardino di Muhabbet e il vigneto di Hacı Hüseyin, fu trasformata in una "hasbahçe" durante il regno del sultano Ahmed III (1703-1730) e, dopo le sistemazioni effettuate durante i regni di Abdülhamid I (1774-1789) e Selim III (1789-1807), attirò l'attenzione del sultano Abdülmecid I nella prima metà del XIX secolo. Il sultano veniva spesso a riposare in una semplice casetta circondata da vigneti e riceveva alcuni dei suoi ospiti, tra cui il famoso poeta francese Lamartine, e li incontrava qui. In seguito, tra il 1849 e il 1855, fece costruire gli attuali edifici al posto di questo semplice e piccolo padiglione. Uno degli edifici fu chiamato Merasim Köşkü (progettato e utilizzato per le cerimonie) e l'altro Maiyet Köşkü (utilizzato per l'entourage del Sultano e talvolta per il suo harem), ed entrambi furono chiamati Padiglione (o padiglioni) d'Ihlamur. L'edificio noto come Padiglione di Maiyet, di dimensioni più ridotte rispetto all'altro, ha un approccio simile, sebbene sia più semplice in termini di ornamenti esterni. Anche le decorazioni interne di questo edificio sono piuttosto semplici.
Dopo la morte di Abdülmecid I in giovane età, Abdülaziz mostrò interesse per questi edifici e dintorni, che suo fratello aveva amato, anche se non molto, e fece tenere in questo giardino alcuni dei combattimenti tra galli e arieti e degli incontri di lotta che gli interessavano. In seguito, Mehmed V veniva spesso a riposare qui e i re di Bulgaria e Serbia, che furono tra gli ospiti in visita a Istanbul durante il suo regno, vennero ospitati qui nel 1910.

## Galleria d'immagini

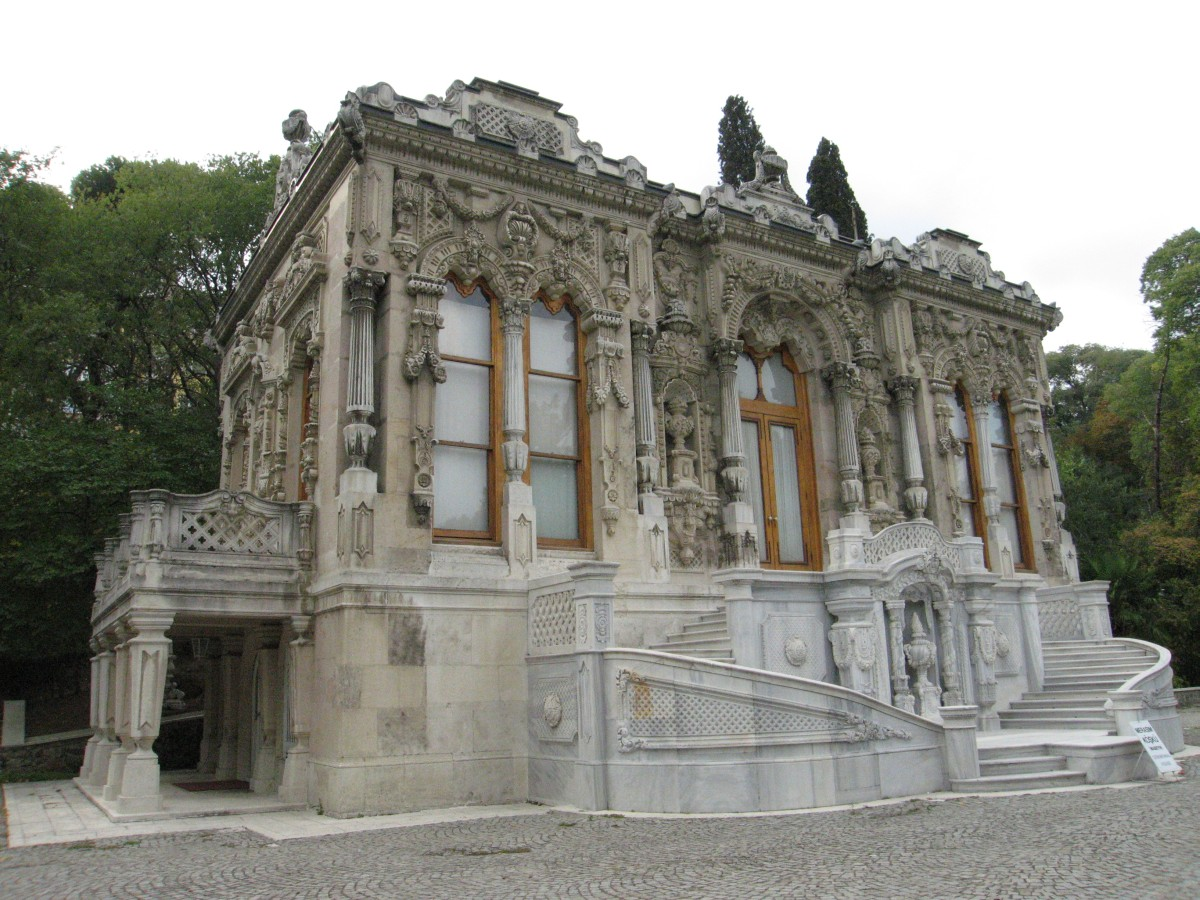
Padiglione delle cerimonie
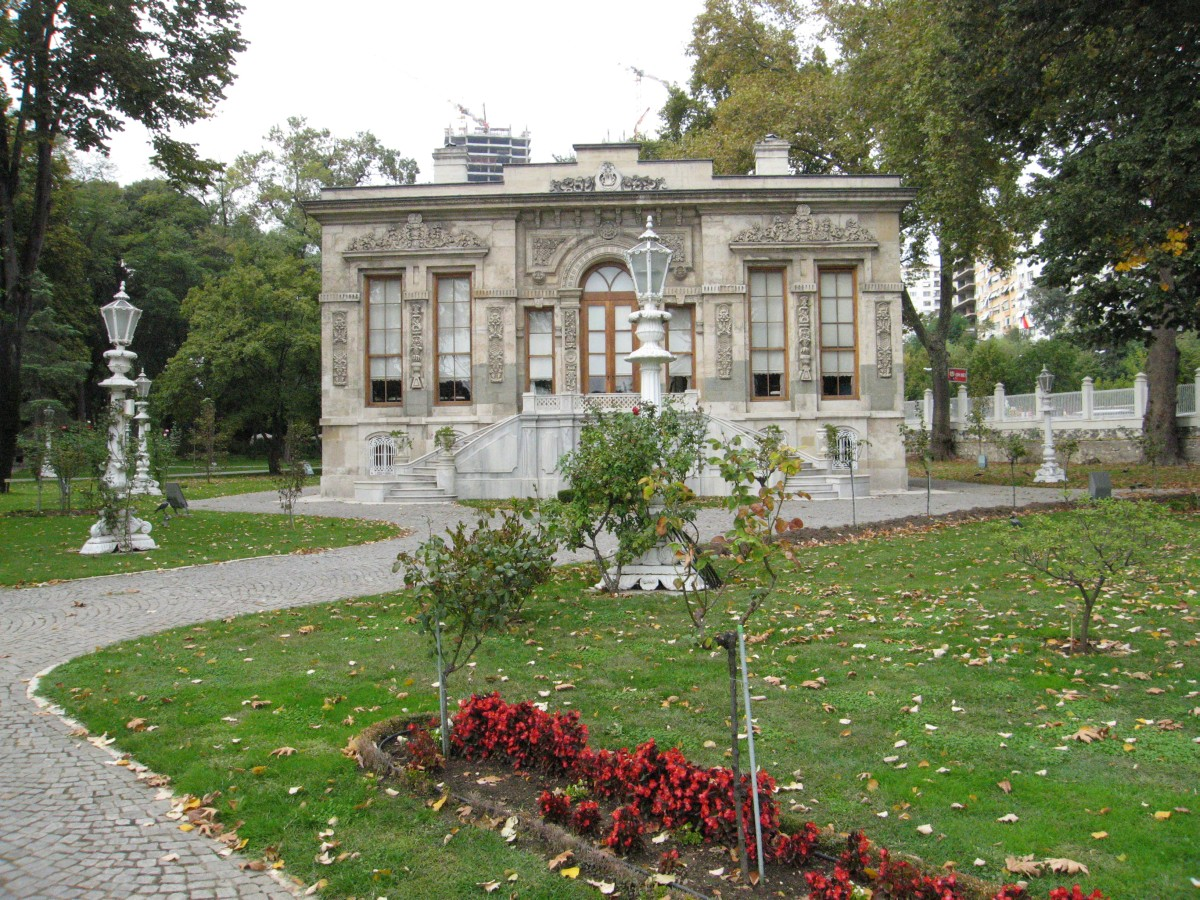
Padiglione della corte
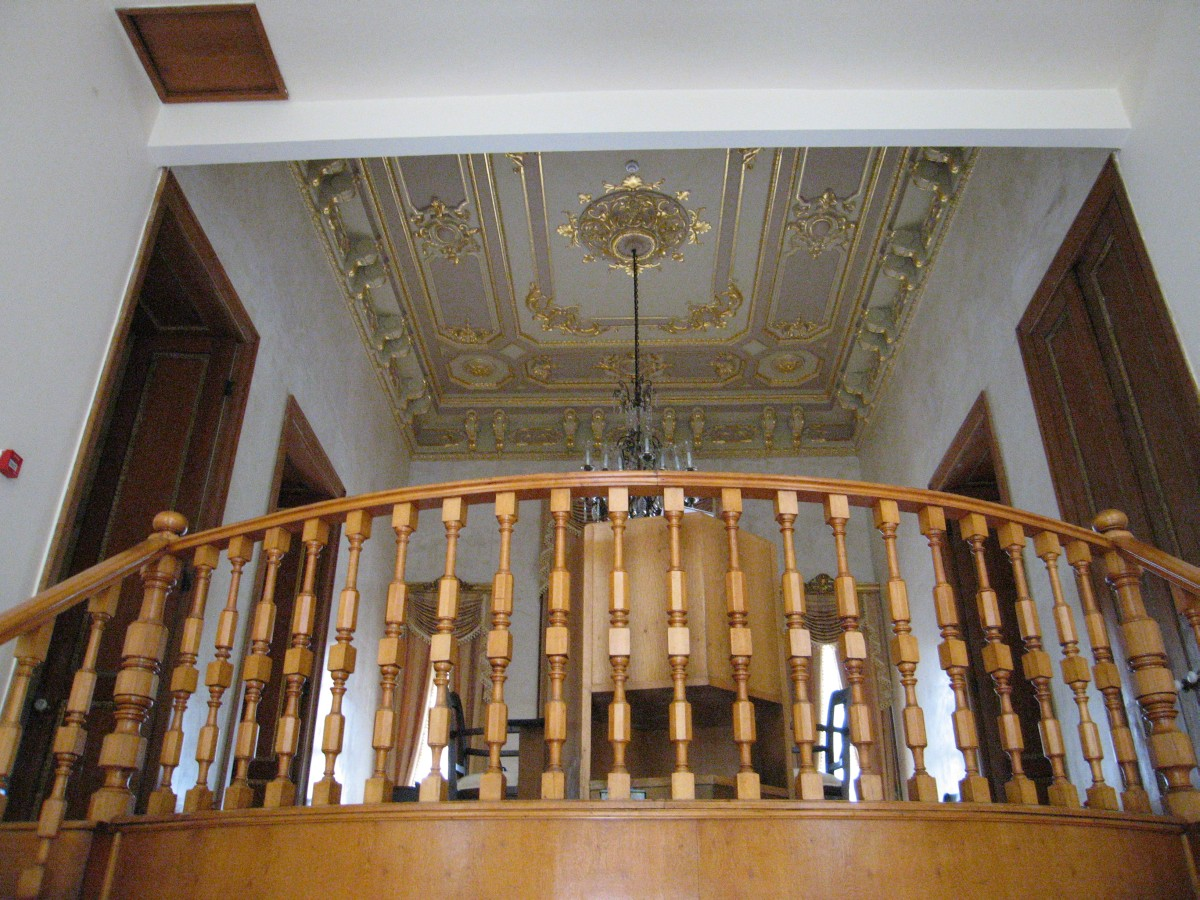
Interni del padiglione della corte
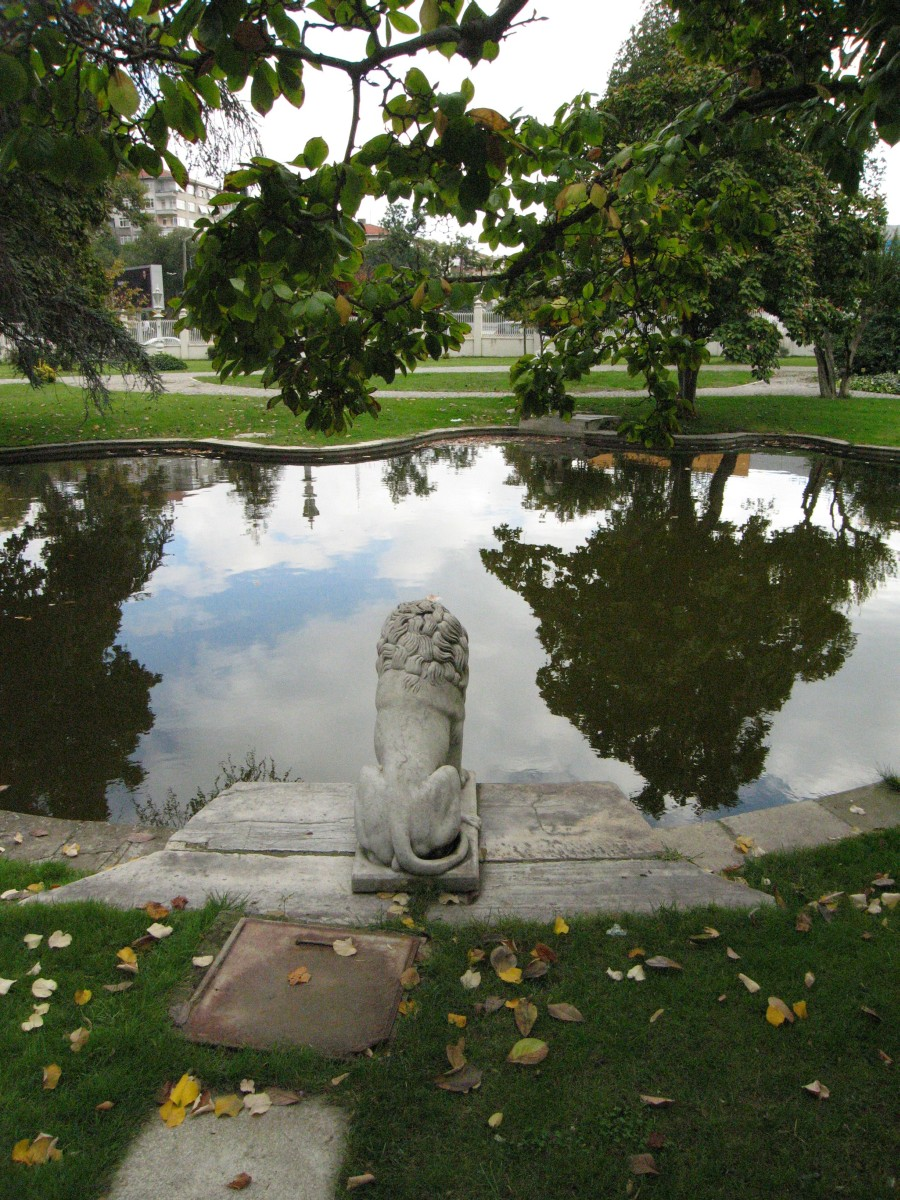
Giardino signorile